# 藤山一郎
藤山一郎（日语：／，1911年4月8日—1993年8月21日），本名增永丈夫。日本歌手、音樂家、作曲家、指揮家，出生於東京府東京市日本橋區蛎殻町（今東京都中央區日本橋蠣殼町）。畢業於東京音樂學校（今東京藝術大學音樂部）。在日本二次戰前後時期發表許多作品，如『酒は涙か溜息か』、『丘を越えて』、『東京ラプソディ』、『青い山脈』、『長崎の鐘』等。其中，『青い山脈』於1989年NHK『昭和の歌・心に残る歌200』（心目中的昭和名曲200）票選結果為第一名，第二名亦為藤山於1932年（昭和7年）的作品『影を慕いて』。1992年（平成4年）日本內閣總理大臣宫泽喜一授予其國民榮譽賞。1993年（平成5年）8月21日因心肌梗塞病逝，享壽82歲。

## 生平

### 年表
- 1911年（明治44年）4月8日，出生於東京府東京市日本橋區蠣殼町。
- 1929年（昭和4年）4月，進入東京音樂學校聲樂部就學。
- 1931年（昭和6年）7月，在就學的同時，以藤山一郎之名在哥倫比亞唱片出道。
- 1933年（昭和8年）3月，畢業，成為勝利唱片的專屬歌手。
- 1936年（昭和11年），成為帝蓄唱片的專屬歌手。
- 1939年（昭和14年），成為哥倫比亞唱片的專屬歌手。
- 1940年（昭和15年）4月，結婚。
- 1943年（昭和18年）
  - 2月-7月，參加南方慰問團。
  - 11月-1945年8月，再次參加南方慰問團。
- 1945年（昭和20年）8月 - 1946年7月，在印尼度過戰俘生活。
- 1946年（昭和21年）7月25日，回國。
- 1952年（昭和27年），獲授日本紅字會的特別功勳獎。
- 1954年（昭和29年），不再是哥倫比亞唱片的專屬歌手。接受NHK的委託。
- 1958年（昭和33年），獲授NHK放送文化賞。
- 1959年（昭和34年），獲授社会教育功勞章。
- 1973年（昭和48年），獲授紫綬褒章。
- 1974年（昭和49年），獲授日本唱片大獎特別獎。
- 1982年（昭和57年），獲授勳三等瑞寶章。
- 1992年（平成4年）5月28日，獲授國民榮譽賞。
- 1993年（平成5年）8月21日，去世，享壽82歲。追贈從四位。